# تكلس مجهري

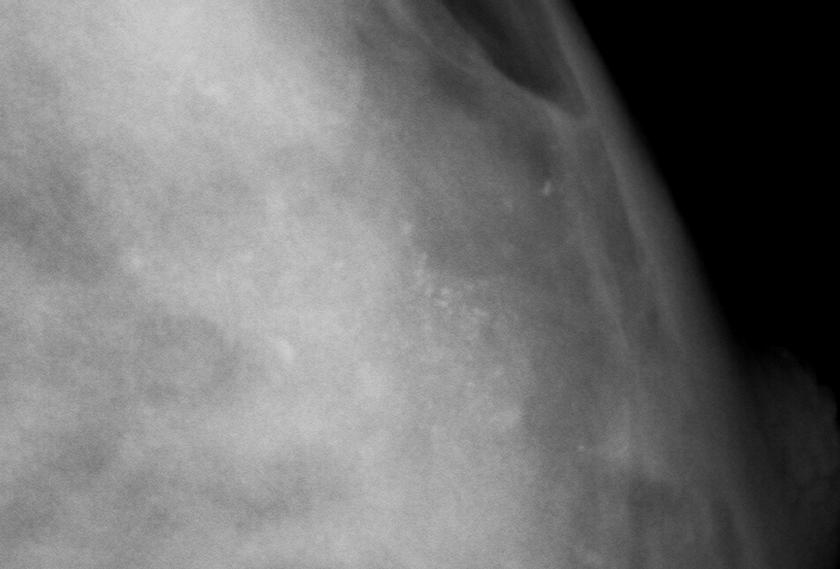

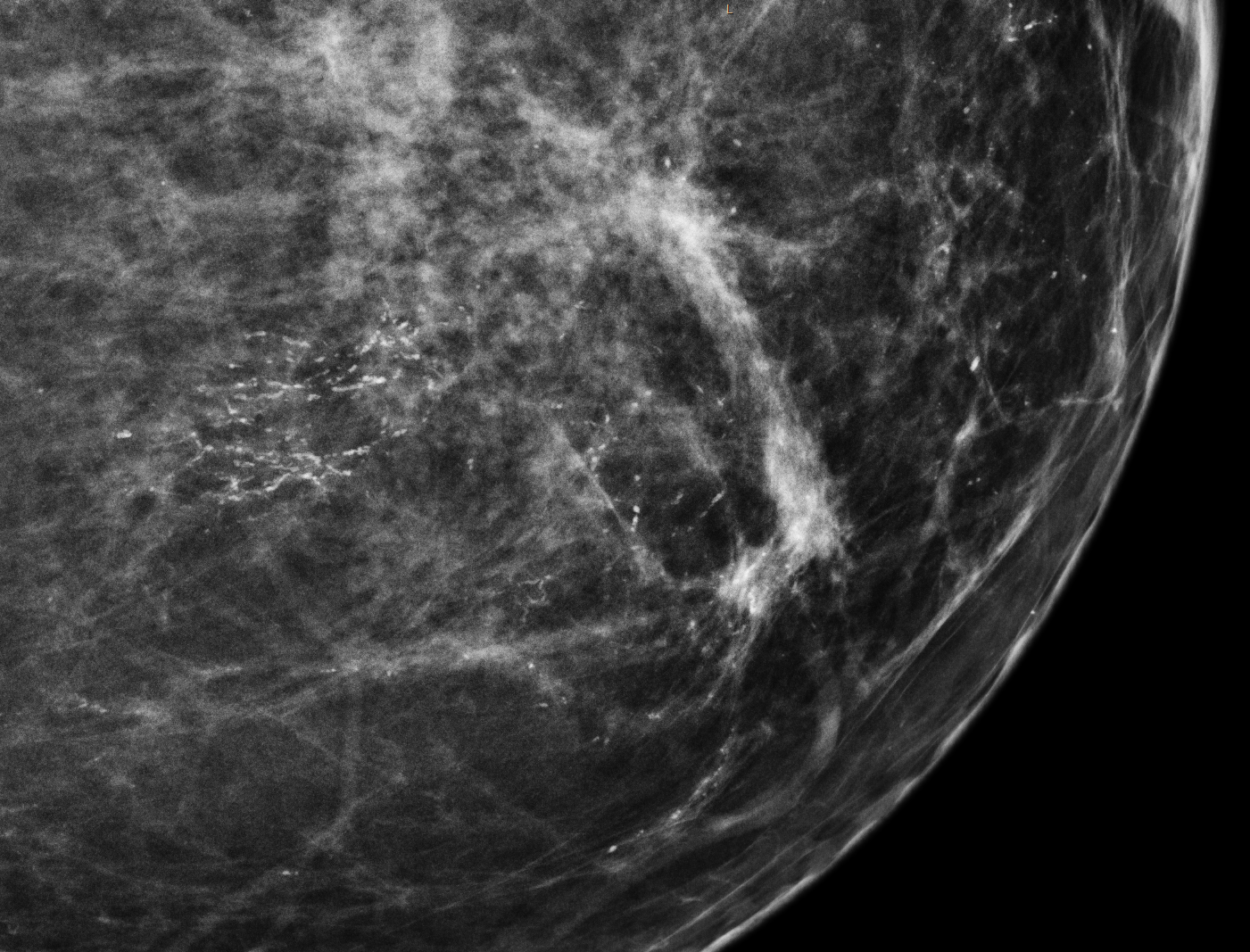

التكلس المجهري (بالإنجليزية: Microcalcification)‏، عبارة عن رواسب صغيرة من أملاح الكالسيوم، وهي صغيرة جدًا بحيث لا يمكن الشعور بها ولكن يمكن اكتشافها عن طريق التصوير الطبي. يمكن أن تكون مبعثرة في جميع أنحاء الغدد الثديية، أو تظهر في مجموعات.
يمكن أن تكون التكلسات المجهرية علامة مبكرة لسرطان الثدي. استنادًا إلى المورفولوجيا، يمكن تصنيف التكلسات المجهرية عبر التصوير الشعاعي ومدى احتمالية ان تكون إحدى علامات السرطان.
تتكون التكلسات من أكسالات الكالسيوم وفوسفات الكالسيوم، وآلية تكوينها غير معروفة.
تم وصف التكلسات المجهرية لأول مرة عام 1913 من قِبل الجرّاح ألبرت سالومون.